# Žaloby proti nadpřirozeným bytostem

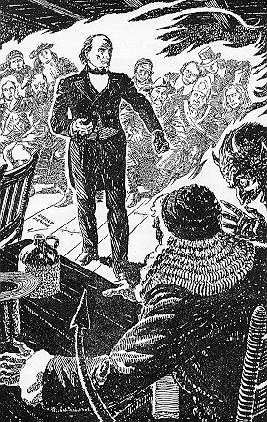
Ilustrace zobrazující Daniela Webstera v řeči proti soudci, kterému do ucha šeptá Ďábel

Žaloby proti nadpřirozeným bytostem, především pak proti Bohu nebo proti Ďáblu, jsou tématem objevujícím se v mnohých fikcích (z literatury například v Miltonově Ztraceném ráji nebo v Goethově Faustovi), ovšem k několika podobným žalobám došlo i ve skutečném světě. Skutečné žaloby se zabývají především otázkou vyšší moci nebo filozofickým problémem zla.

## Případy žalob proti nadpřirozeným bytostem

### Případ Betty Penrose
V roce 1969 podal arizonský právník Russel T. Tansie žalobu proti Bohu jménem své sekretářky Betty Penrose, která požadovala odškodné ve výši 100 000 amerických dolarů. Penrose obviňovala Boha z „nedbalosti“, protože dovolil, aby blesk zasáhl její dům. Žaloba byla podána u soudu v Kalifornii s argumentem, že Bůh vlastní majetek ve zdejším okrese Sonoma. Toto tvrzení vycházelo ze skutečnosti, že zpěvák skupiny The Limeliters, Lou Gottlieb, přibližně týden předtím převedl vlastnické právo ke svému ranči Morning Star na Boha. Soud však rozhodl, že převod je neplatný, protože Bůh nemohl nemovitost převzít do svého vlastnictví, a v důsledku toho byla žaloba Betty Penrose rovněž prohlášena za neplatnou.

### Případ Gerald Mayo
V případě United States ex rel. Gerald Mayo vs Satan and His Staff byla v roce 1971 podána žaloba u okresního soudu v západním soudním obvodě státu USA Pensylvánie. Gerald Mayo v ní tvrdil, že „mu Satan opakovaně působil utrpení a neoprávněné hrozby proti jeho vůli, úmyslně mu kladl překážky do cesty a způsobil jeho pád“, čímž jej „zbavil jeho ústavních práv“. Mayo podal žalobu in forma pauperis, což znamená, že prohlásil, že si nemůže dovolit náklady spojené se soudním řízením, a proto by mu měly být prominuty. Soud jeho žádost odmítl s odůvodněním, že žalobce neuvedl pokyny, jak by mohl americký maršál doručit soudní obsílku Satanovi.

### Případ Pavel Mircea
V roce 2005 podal rumunský vězeň Pavel Mircea, který si odpykával dvacetiletý trest za vraždu, žalobu proti Rumunské pravoslavné církvi jakožto zástupcům Boha v Rumunsku. Tvrdil, že ho neochránili před Ďáblem, přičemž se odvolával na to, že jeho křest představoval závaznou smlouvu. Soud v Temešváru žalobu v roce 2007 zamítl s odůvodněním, že „Bůh není osobou podle práva a nemá adresu.“

Oficiální portrét Ernieho Chamberse jakožto nebraského senátora

### Případ Ernie Chambers
Ve státě USA Nebraska podal v roce 2008 senátor Ernie Chambers žalobu proti Bohu, ve které požadoval trvalý soudní zákaz škodlivých aktivit Bohem prováděných. Cílem žaloby bylo upozornit na otázku veřejného přístupu k soudnímu systému. Soud žalobu zamítl s odůvodněním, že Bohu nelze řádně doručit oznámení, protože nemá pevnou adresu. Soudce uvedl: „Vzhledem k tomu, že tento soud shledává, že nikdy nebude možné doručit předvolání jmenovanému žalovanému, je tato žaloba zamítnuta s předsudkem.“ Senátor Chambers, vycházející z předpokladu, že Bůh je vševědoucí, reagoval slovy: „Soud sám uznává existenci Boha. Důsledkem tohoto uznání je i uznání Boží vševědoucnosti. A protože Bůh ví všechno, má o této žalobě povědomí.“
Některá média mylně informovala, že Chambers podal žalobu jako reakci na jiný případ, který považoval za nesmyslný. Chambers však objasnil, že jeho skutečným záměrem bylo ukázat, že žádná žaloba by neměla být považována za bezvýznamnou. Věřil, že každý by měl mít možnost žalovat kohokoli, od Little Annie až po Daddyho Warbuckse a Warrena Buffetta. Podáním žaloby proti Bohu chtěl zdůraznit, že jakýkoli legislativní pokus o zákaz podávání žalob by byl v rozporu s ústavní zárukou, že soudy musí být přístupné všem.
Na případ přišly dvě odpovědi. První podal právník z Corpus Christi, Eric Perkins, který chtěl odpovědět na otázku „co by řekl Bůh“. Druhá odpověď byla podána k okresnímu soudu v nebraském okrese Douglas County, avšak nebylo jasné, kdo ji napsal, protože neobsahovala žádné kontaktní údaje.
Dne 30. července 2008 místní média informovala, že okresní soud v Douglas žalobu zamítne kvůli nedoručení předvolání žalovanému. Nicméně 1. srpna bylo Chambersovi přiděleno soudní jednání na 5. srpna, aby mohl v žalobě pokračovat. „Toto jednání mi dá příležitost předložit fakta, která by odůvodňovala vydání rozhodnutí,“ uvedl Chambers. Dodal však: „Jakmile soud vydá soudní zákaz, je to maximum, co mohu udělat ... To je vše, co bych po soudu žádal. Neočekával bych, že by ho vymáhali.“ Nakonec však soud žalobu definitivně zamítl s tím, že Bohu nebylo možné řádně doručit soudní obsílku kvůli jeho neuvedené adrese.

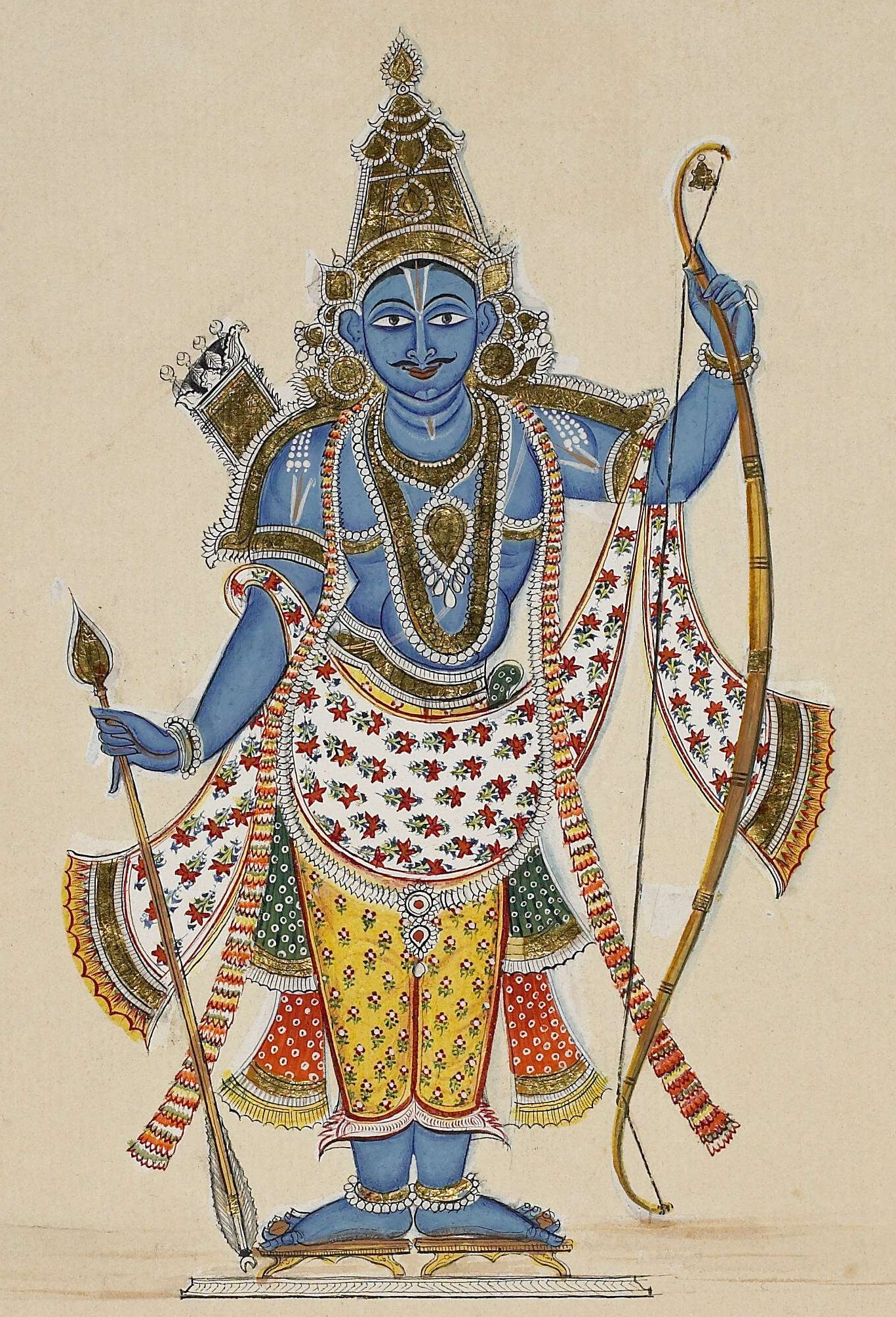
Indický Bůh Ráma

Dne 5. listopadu 2008 Chambers podal odvolání k Nejvyššímu soudu Nebrasky. Bývalý nebraský senátor John DeCamp a právník E. O. Augustsson ze Švédska požádali o možnost zastupovat Boha. Augustssonovy dopisy však byly soudem označeny za „nesmyslné“ a byly vyřazeny.
Odvolací soud dal Chambersovi lhůtu do 24. února, aby prokázal, že informoval DeCampa a Augustssona o svém podání, což splnil. Případ byl nakonec 25. února 2009 uzavřen, když Odvolací soud Nebrasky zamítl odvolání a zrušil rozhodnutí okresního soudu. Soud konstatoval, že „soud rozhoduje skutečné spory a určuje práva, která jsou skutečně napadena, a nezabývá se abstraktními otázkami nebo hypotetickými či fiktivními situacemi.“

### Případ Chandar Kuman Singh
Právník Chandan Kumar Singh z indického státu Bihár podal žalobu proti hinduistickému bohu Rámovi za špatné zacházení se svou manželkou, bohyní Sítou. Soud případ projednal 1. února 2016, ale žalobu zamítl s tím, že je „nepraktická“.